# Stanisław Rembowski
Stanisław Rembowski (ur. 24 października 1885 w Skotnikach, zm. 18 sierpnia 1920 pod Brodnicą) – podporucznik kawalerii Wojska Polskiego, kawaler Orderu Virtuti Militari. 

## Życiorys
Urodził się w rodzinie ziemiańskiej Stanisława i Jadwigi z domu Ciszewska. Uczęszczał w Śremie do Gimnazjum, a po jego ukończeniu w Berlinie i Lipsku studiował rolnictwo. W majątkach położonych w Wielkopolsce odbył praktykę zawodową. W 1916 w Wyszakowie prowadził gospodarstwo, które przejął po ojcu. 
Z końcem grudnia 1918 brał udział w powstaniu wielkopolskim podczas którego w Środzie Wielkopolskiej wspólnie z Alfredem Milewskim sformował kompanię ochotniczą. Od 11 stycznia 1919 w Wojskach Wielkopolskich służył w 1 pułku ułanów Wielkopolskich, a następnie w 15 pułku ułanów Poznańskich. Brał udział w walkach na froncie podczas trwającej wojny polsko-bolszewickiej, gdzie walczył w miesiącach lipiec-sierpień 1919 m.in. pod Bobrujskiem oraz Mińskiem. W sierpniu 1920 został mianowany podporucznikiem dowodząc 2. szwadronem w 215 Ochotniczego Pułku Jazdy Wielkopolskiej. Zginął podczas bitwy pod Brodnicą, kiedy podczas szarży na pozycje przeciwnika przyczynił się do przełamania jego obrony. Za czyn ten został wyróżniony nadaniem Krzyża Srebrnego Orderu Virtuti Militari. Pochowany został w rodzinnym grobowcu w Mądrych położonych koło Środy Wielkopolskiej. 21 grudnia 1920 został pośmiertnie zatwierdzony z dniem 1 kwietnia 1920 w stopniu porucznika, w kawalerii, w grupie oficerów byłej armii niemieckiej.
Od 1916 jego żoną była Zofią Dąmbska i mieli córkę Elżbietę oraz syna Macieja.

## Ordery i odznaczenia
- Krzyż Srebrny Orderu Virtuti Militari nr 4603[3][2]